# 北近畿経済新聞
北近畿経済新聞（きたきんきけいざいしんぶん）は、北近畿をサービスエリアとする地方紙（経済新聞）。京都府綾部市に本社を置く株式会社北近畿経済新聞社が発行する。

## 概要
郵送旬刊紙で、毎月1日、11日、21日の発行。地域の経済情報を、店舗や事業所の新規出店情報や景気動向調査の結果、人口流動など様々な角度から情報を発信している。発行部数は3,600部。
1992年（平成4年）、あやべ市民新聞から創刊された。当初は両丹経済新聞（りょうたんけいざいしんぶん）の紙名で京都府丹後地方・丹波地方（両丹）をサービスエリアとしていたが、その後エリアを兵庫県、福井県まで拡大、2010年（平成22年）10月に北近畿経済新聞へと改題した（社名は2011年6月に両丹経済新聞社から北近畿経済新聞社へと改称）。新聞社の本社はあやべ市民新聞社と同じ建物である。

## サービスエリア
京都府北部、兵庫県丹波市・丹波篠山市・但馬地方、福井県嶺南西部地域の北近畿一円をサービスエリアとする。
- 京都府：舞鶴市・福知山市・綾部市・京丹後市・与謝郡
- 兵庫県：豊岡市・丹波市・丹波篠山市・朝来市・養父市・美方郡
- 福井県：小浜市・三方郡・大飯郡・三方上中郡